# ヴェチェスラフ・ステパーノヴィチ・カザケーヴィチ
ヴェチェスラフ・ステパーノヴィチ・カザケーヴィチ（ロシア語: Вечеслав Степанович Казакевич, ラテン文字転写: Vecheslav Stepanovich Kazakevich, 1951年 - ）は、ベラルーシ・マヒリョウ州、ビャリニチ出身の詩人、作家である。
1989年から作家同盟の会員となる。
初の詩集『田舎の祝日』でマクシム・ゴーリキー賞受賞。

## 来歴
1951年にベラルーシ・マヒリョウ州、ビャリニチに生まれる。
幼い頃より詩人になることを夢見ており、5歳にして初めて詩を書く。
1968年に義務教育を終え、翌年の1969年にレニングラード高等軍事政治学校に入学し、1973年に卒業。
卒業後は連隊副司令（中尉）となるが1974年に軍籍を離脱。
同年秋にモスクワ国立大学ロシア言語文化学部に入学し、1979年に卒業。メリホヴォにある
チェーホフ博物館や古文書館の学芸員、翻訳や批判など多種多様な仕事を経験する。
1985年、モスクワで初の詩集『田舎の祝日』が出版され、マクシム・ゴーリキー賞受賞となる。
翌々年1987年には二冊目の詩集『誰がわたしを兄弟と呼んでくれようか？』が出版となる。
1988年には三冊目の詩集『ルナート』が世に出る。翌年の1989年からは作家同盟の会員となった。1993年に来日し、1996年から2000年まで大阪外国語大学、その後は富山大学でロシア語の外国語教育専任教員として教鞭を執っていた。2016年の3月に退官。

## 作品
これまでに発表した詩の多くがモスクワの文芸誌に掲載されている。
『二〇世紀ロシア名詩選』等に収められた詩はヨーロッパの各国語に翻訳されており、『落日礼賛』は同氏の居住する日本で太田正一によって日本語に翻訳された。

### 詩集
- Праздник в провинции『田舎の祝日』(1985)
- Кто назовет меня братом?『誰がわたしを兄弟と読んでくれようか？』(1987)
- Лунат『ルナート』(1998)
- Ползи, улитка! 『ゆっくり進め!かたつむり』(2004)
- Жизнь и приключения беглеца『逃亡者の人生と冒険』(2006)
- Сердце-корабль(2010)

### 散文作品
- 『落日礼讃』Ракудзицу райсан (Прославление заката)太田正一訳(2004)
- Охота на майских жуков『コガネ虫捕り』(2009)
- За мной придёт единорог 『一角獣が迎えにくる』(2016)

## 人物
教壇においてはロシア文学やロシアの歴史など、広義のロシア文化についての講義を
ジョークやジェスチャーを交えながらロシア語で行った。自身も詩人・作家であることから、学生には日頃、ロシア語の作文の授業においても読み手が関心を持つように書くよう指導していた。
ブーニンやクプリーン、カザコフ、プーシキンなど多様な(主に古典)作家の短編作品を講義の教材とし、文学作品をより深く読解することを講義のねらいの一つとした。また、グミリョフやポプラフスキー、マンデリシュタームらロシア詩人の生涯と作品を紹介・解説し、学生を交えて作品の分析をおこなう『詩クラブ』を主催していた。
源氏物語から松尾芭蕉、ひいては葉隠など、日本文化(特に文学作品)への造詣が深く、学生よりも日本文学に詳しいことが発覚する場面が多々見られる (実際のところ本人も日本通を自覚している節がある)。